# Паоли, Джино
Джино Паоли (итал. Gino Paoli; род. 23 сентября 1934, Монфальконе, Фриули-Венеция-Джулия) — итальянский певец, автор песен, политик . Он является значимой фигурой, написавшей ряд известных песен, которые считаются классикой итальянской популярной музыки, в том числе «Il cielo in una stanza», «Che cosa c'é», «Senza fine» и «Sapore di sale».

## Биография

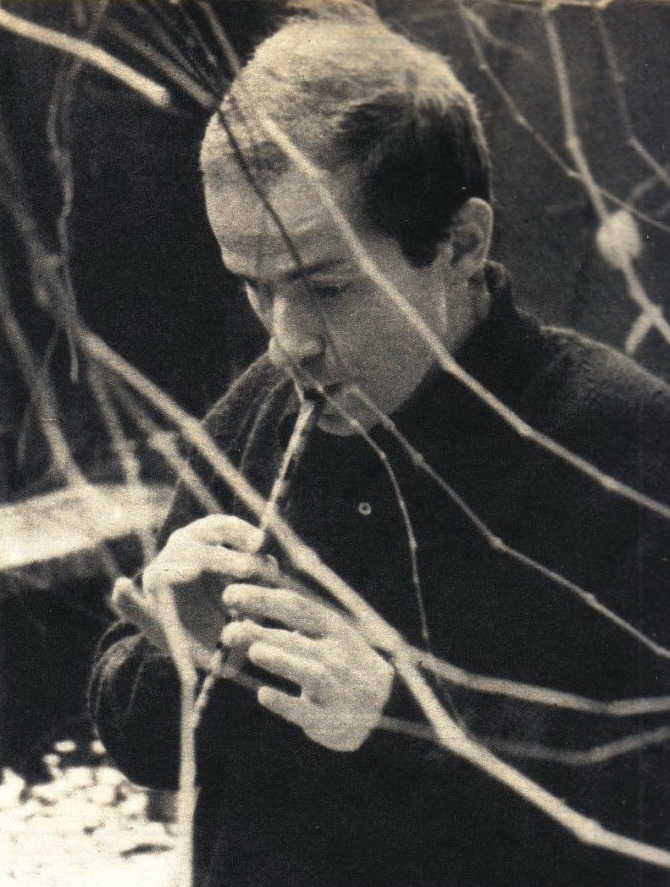
1960 год

Паоли родился в Монфальконе, небольшом городке близ Триеста, но переехал в Геную в юном возрасте.
Вскоре после начала карьеры, после нескольких записей, с друзьями-музыкантами Луиджи Тенко и Бруно Лауци подписывает контракт со звукозаписывающей компанией. Его первым успехом стал сингл «La Gatta», который использовался на уроках итальянского языка в американских средних и средних школах.
Песня «Il cielo in una stanza», написанная им в 1959 году для певицы Мины заняла первое место в Итальянском ежегодном песенном рейтинге, а также попала в Billboard Hot 100. По словам Паоли, слова песни пришли к нему, когда он лежал на кровати в борделе. Глядя в пурпурный потолок, он думал: «любовь может вырасти в любой момент в любом месте».
Дебютный альбом Джино Паоли Gino Paoli был выпущен в Италии 8 октября 1961 года на лейбле Dischi Ricordi.
За успехом «Il cielo in una stanza» последовала «Sapore di sale» («Привкус соли», 1963), аранжированная Эннио Морриконе и считавшаяся его самой известной песней. В том же году он попытался покончить с собой, выстрелив себе в сердце (пуля все еще находится в его груди).
В 1974 году он вернулся с мини-альбомом I semafori rossi non sono Dio, а затем выпустил полноформатный альбом Il mio mestiere в 1977 году. Оба показали более зрелое вдохновение, чем его работы 1960-х годов. В 1980-х годах Паоли выпустил серию успешных альбомов, а в 1985 году отправился на гастроли вместе с Орнеллой Ванони.
В 1987 году он был избран в депутатскую палату от Итальянской коммунистической партии. Он оставил политику в 1992 году, чтобы продолжить музыкальную карьеру.

## Дискография
- Gino Paoli (1961)
- Le cose dell’amore (1962)
- Basta chiudere gli occhi (1964)
- Gino Paoli allo Studio A (1965)
- Le canzoni per «Emmeti» (1966)
- Gino Paoli and The Casuals (1967)
- Le due facce dell’amore (1971)
- Rileggendo vecchie lettere d’amore (1971)
- Amare per vivere (1972)
- I semafori rossi non sono Dio (1974)
- Ciao, salutime un po' Zena (1975)
- Le canzoni di Gino Paoli' (1976, collection)
- Il mio mestiere (1977)
- La ragazza senza nome (1978)
- Il gioco della vita (1979)
- Ha tutte le carte in regola (1980)
- Averti addosso (1984)
- La luna e il Sig. Hyde (1984)
- Insieme (1985)
- Cosa farò da grande (1986)
- Sempre (1988)
- L’ufficio delle cose perdute (1988)
- Gino Paoli '89 dal vivo (1990, live)
- Matto come un gatto (1991)
- Senza contorno solo… per un’ora (1992)
- King Kong (1994)
- Amori dispari (1995)
- Appropriazione indebita (1996)
- Pomodori (1998)
- Per una storia (2000)
- Se (2002)
- Una lunga storia (2004)
- Ti ricordi? No non mi ricordo (2004)
- Gino Paoli & Arsen Dedic u Lisinskom (2005)